# Maypacius kaestneri
Maypacius kaestneri là một loài nhện trong họ Pisauridae.
Loài này thuộc chi Maypacius. Maypacius kaestneri được Carl Friedrich Roewer miêu tả năm 1955.